# Irmgard Sörensen-Popitz
Irmgard Sörensen-Popitz (Kiel, 3 luglio 1896 – 1996) è stata un'illustratrice e pubblicitaria tedesca.
È un'artista della corrente Bauhaus, di ascendenza danese. Era solita firmare tutti i suoi lavori con il nomignolo Söre.

## I primi studi
Irmgard Sörensen-Popitz, detta Söre, si forma alla scuola di Arti e Mestieri della sua città. Si sposta quindi a Lipsia nel 1917 per proseguire gli studi presso l'Accademia Statale per le Arti Grafiche e l'Editoria. Tra i suoi insegnanti troviamo Hugo Steiner-Prag e Jan Tschichold, uno dei protagonisti del movimento della New Tipography. Qui Söre studia materie quali prospettiva, progettazione architettonica e teoria delle costruzioni. Come titolo professionale nei documenti viene definita sempre disegnatrice grafica.
Dal 1922 al 1924 segue i corsi serali e negli ultimi due semestri ha un atelier proprio e una menzione d'onore. In questi 5 anni di studi sotto l'insegnamento di Hugo Steiner-Prag crea diversi progetti per copertine di libri, illustrazioni e grafica applicata. Steiner-Prag era uno degli artisti più conosciuti della Repubblica di Weimar, noto per la sensibilità delle sue illustrazioni e per il design e la rilegatura dei suoi libri.
Il talento particolare delle sue studentesse non sfugge ai suoi osservatori contemporanei: la stampa dell'epoca sottolinea come ci siano diverse signore tra i suoi allievi (Anny Hingst, Irmgard Sörensen) che condividono il gusto e lo spirito del loro maestro in modo particolare. Risultano infatti vincitrici del concorso per il design del manifesto che pubblicizza la mostra dei lavori di arte pubblicitaria dell'Accademia, alla sua seconda edizione nel 1920.
Il manifesto presenta una figura stilizzata di uomo, in rosso su fondo bianco, con i simboli del lavoro dei pubblicitari: la paletta da pittore e i pennelli in una mano e una grande campana nell'altra, a simboleggiare l'efficacia della pubblicità verso il pubblico. Il lettering è in nero, maiuscolo, in un carattere sans serif sullo stile del Bodoni. Nel manifesto prevalgono le linee curve, sia nella figura dell'uomo sia nella disposizione del lettering, e la rappresentazione stessa è ancora in una certa misura didascalica. Tuttavia è evidente una semplicità e sintesi maggiore che nell'Art Nouveu e che anticipa i canoni minimalisti e rigorosi del Bauhaus.
Söre comincia a farsi conoscere per il suo stile innovativo: Hermann Saran, sul Graphischen Kunstanstalt del 1920 le riconosce oltre a un'abilità e a una precisione tecnica degna di nota, l'uso di una nuova estetica.
Nel 1923 si tiene una mostra del Bauhaus, che Söre va a visitare e che ricorderà come un evento particolarmente formativo. Qui scopre i lavori tipografici della stampa bauhaus sotto László Moholy-Nagy e se ne entusiasma in modo particolare. La mostra è inoltre una prima importante occasione di confronto tra Bauhaus, tipografia e pubblicità. A seguito di questa dibattito la tipografia e la rappresentazione pubblicitaria, dapprima escluse dal programma della scuola, diventano oggetto di un insegnamento autonomo.

## Il rapporto contrastato con il Bauhaus
Söre condivide con molte altre donne il clima poco favorevole alla presenza femminile tipico del Bauhaus, che in questo si discosta sensibilmente dai movimenti che lo avevano preceduto: Arts and Crafts, Art Nouveau e Liberty scozzese di Mackintosh.
Pur essendo statisticamente molto presenti nel settore della pubblicità, detta al tempo arte commerciale, le donne del Bauhaus non compaiono quasi nei libri di storia del design e faticarono a trovare posto nei circoli, prettamente maschili, che sorsero nei vari paesi e nei quali il Bauhaus si sviluppò. Va ricordata in questo senso l'eccezione rappresentata da Marianne Brandt, artista e designer il cui grande talento viene riconosciuto.
Nel Bauhaus la tessitura, in parte la rilegatura di libri, la tessitura e la ceramica erano considerate opportunità di sviluppo femminile. Nella pratica, la tendenza era di creare il cosiddetto 'reparto femminile', dove queste erano le materie insegnate e dove era accettabile che le donne si trovassero. Diverse designer, ad esempio  Gertrud Arndt, furono volutamente impedite di partecipare ai corsi architettura e indirizzate a quelli ritenuti femminili.
Nel 1924 Irmgard sposa Friedrich Popitz, medico a Lipsia. Il matrimonio le garantisce sicurezza economica: si iscrive quindi al Bauhaus di Weimar e Dessau, che frequenterà per un anno. Qui studia sotto la guida di Paul Klee, segue seminari sul colore con Vasilij Kandinsky e sui materiali per la scultura con Moholy-Nagy. Questo sarà di particolare importanza per lei. Del corso propedeutico (il cosiddetto Vorkurs) di Moholy-Nagy si conosce un plastico sospeso che la Fondazione Bauhaus Dessau ha ricostruito sulla base di una fotografia scattata dalla fotografa Lucia Schultz Moholy.
Studia inoltre rilegatura tipografica alla Bauhochschule di Weimer con Otto Dorfner, ma secondo i dati ufficiali non lavorò attivamente alla stamperia del Bauhaus Weimer.
Söre studia un solo anno presso il Bauhaus. È l'approccio stesso del Bauhaus a non convincerla: si tende infatti a dimostrare che matematica e arte coincidono, grazie al perfetto equilibrio con cui tutto è calcolato; non ha più senso parlare di arte come concetto a sé stante. Söre stessa sostiene che, con queste premesse, non possono più esserci donne ad avere a che fare con l'arte. Si scosta quindi dal Bauhaus, perché, in ultima analisi, troppo in contrasto con la sua percezione artistica e con la sua formazione precedente. Possiamo ipotizzare che anche l'età e la sua condizione di donna sposata contribuirono a farla ritornare a Lipsia per riunirsi con suo marito.

## Influenza del Bauhaus sul lavoro di Söre
Non sono molti i lavori che si possano datare con certezza di quell'epoca. Sappiamo che nonostante il distacco dal Bauhaus, Söre produce diversi studi di annunci pubblicitari in quello stile, identificabili per la gestione dei caratteri e la disposizione impaginativa degli elementi.
In alcuni è chiara la vicinanza al costruttivismo di Moholy-Nagy, una mano particolarmente felice per l'aspetto tipografico complessivo del lavoro e un audace orientamento ai principi della nuova tipografia. Tra questi ricordiamo gli annunci Norkers Drucken Fabrik, (che ha chiari elementi di costruttivismo russo) per la stamperia Norker e per Bode Gymnastik per i corsi di ginnastica ritmica e artistica di Charlotte Selver-Wittgenstein, datati rispettivamente 1926 e 1923.
Anche i pochi lavori sopravvissuti dell'epoca, come due copertine non realizzate di libri e uno studio di annuncio per la 'Bauer'sche Schriftgießerei', indicano una evidente orientamento ai principi della Nuova tipografia che Söre aveva conosciuto tramite i suoi contatti di lavoro e che usava anche se si era staccata dal pensiero del Bauhaus.

## Tra il Bauhaus e la Seconda Guerra Mondiale. Tschichold, Bayer e Moholy-Nagy
Possiamo dedurre dai documenti esistenti e dai bozzetti di lavoro alcuni punti fermi rispetto al periodo lavorativo di Söre degli anni '20 e '30, periodo in cui stringe una serie di relazioni di lavoro significative per la sua carriera. La prima che va ricordata è quella con Jan Tschichold, indiscusso pioniere del rinnovamento tipografico di quegli anni nei quali pubblica (nel 1925) "tipografia elementare" per la collana "Tipographischen Mitteilungen".
Nel prospetto di una mostra dei migliori lavori pubblicitari indetta dall'Accademia di Liepzig, già nella primavera del 1920, Tschichold viene indicato come compagno di corso di Söre nel corso di tipografia e manoscritto tenuto da Hermann Delitsch.
Nella pagella di Söre, inoltre, compare con chiarezza che Irmgard frequentò per due anni il corso serale del professor Delitsch di cui Tschichold viene menzionato in quanto assistente. Anche lui è legato al ricordo della mostra del Bauhaus del 1923, come Söre, che ricorda come una "esperienza di rinascita".
Tschichold è attivo a Lipsia come designer grafico presso la tipografia Fischer&Wittig nel periodo successivo al rientro di Söre da Dessau. I documenti e le pubblicazioni dell'epoca parlano del suo grande talento tipografico, citando il design di sigilli, caratteri tipografici e corredi corrispondenza. Questi stessi documenti mettono in relazione Tschichold con Irmgard Sörensen e parlano di quanto lei mostrasse talento decorativo, coraggio e freschezza nel packaging, nei corredi corrispondenza e in diverse altre applicazioni.
Il poster per la Bode-Gimnastik, prodotto in due varianti, può essere letto come omaggio, da parte di Söre, ai poster di Tschichold sia nell'impostazione tipografica che in quella impaginativa.
Un'altra conoscenza di grande importanza fu Herbert Bayer, che probabilmente Söre incontra per la prima volta al Bauhaus, dove Herbert studia con Kandinsky e Schlemmer.
Bayer, dal 1º aprile 1925, è responsabile del neonato laboratorio di stampa pubblicitaria, dove si trova anche Tschicholds. Diventa capo designer degli stampati del Bauhaus a partire dall'ottobre del 1928 e, nello stesso anno, diventa famoso per aver progettato la copertina della rivista 'Bauhaus', oggi un caposaldo della storia del design.
A conferma della loro conoscenza, troviamo Söre e Irene Hecht Bayer insieme con altri partecipanti in una foto del 'Congresso dei designer grafici al Bauhaus-Dessau' del 1927. Irene è una fotografa, che aveva sposato Bayer nel 1925.
Da Dessau Söre torna a Lipsia, dove lavora da libera professionista sia come pittrice che come grafica.

## Art director perDie Neue Liniee il dopoguerra
Oltre ad essere l'autrice del design della rivista Die Neue Linie, crea una notevole quantità di annunci pubblicitari quali Ihre Werbung und die Frau, del 1935.
Nel dopoguerra Sörensen-Popitz lavora per la Insel-Verlag oltre che per una serie di lavori indipendenti. Si accosta via via più decisamente allo Stile Informale. Negli anni lascerà progressivamente la pubblicità per dedicarsi sempre più alla pittura astratta.
Pur avendo avuto una carriera importante, pur avendo collaborato e spesso lei stessa diretto creativamente artisti di primo piano come Moholy-Nagy, pur avendo sviluppato uno stile proprio e incisivo, Söre non ha ricevuto grandi riconoscimenti in vita. Nel 2009, finalmente, viene offerta la prima vera e propria retrospettiva sull'artista, per il ciclo Bauhaus 2009: Dal Bauhaus all'Informale: l'arte di Irmgard Sörensen-Popitz.